# System16
Ne doit pas être confondu avec System 16.
System16 est un site Web consacré aux systèmes et aux jeux vidéo d'arcade.

## Historique
Au lancement du site, l'activité est au départ l'hébergement et le compte rendu de nouvelles à propos du développement de l'émulateur System16 Arcade Emulator, ainsi que la construction de la base de données sur les systèmes et jeux vidéo d'arcade.
Le 18 septembre 2001, le site adopte le nom actuel. Il est le plus souvent appelé seulement System16 ou System16.com. "The Arcade museum" peut être traduit par le musée de l'arcade.
Depuis l'arrêt du développement de l'émulateur, le site consacre son activité principale à l'approfondissement du musée.
D'année en année, le site n'a cessé que de grossir pour devenir une référence importante comptant parmi les meilleures bases de données dans le monde de l'arcade, abordant à la fois les systèmes et les jeux et tout ceci agrémenté de photos et de détails techniques.
System16.com est aidé et conseillé, la base est enrichie et corrigé par son auteur, mais aussi par toute une communauté, qui part des simples fans, en passant par des sites web gravitant autour de l'arcade, les développeurs de MAME et également des professionnels comme Sega.
System16.com n'a pas eu de mal à passer devant KLOV, qui n'est maintenant plus remis à jour depuis au moins 2006, et qui comporte des erreurs grossières. La base est beaucoup plus ciblée et plus précise, notamment techniquement, qu'Arcade-History qui aborde et mélange flipper et jeux d'arcade mécaniques de toutes sortes, en plus des jeux vidéo d'arcade.

## Fabricants
Tous les plus grands fabricants du monde de l'arcade y sont détaillés :
- Atari
- Cave
- Capcom
- Gaelco
- Irem
- Konami
- Kaneko
- Midway / Williams / Bally
- Namco
- Psikyo
- Sammy
- Sega
- Seibu Kaihatsu
- SNK
- Taito

## Informations
Des informations détaillées sont disponibles sur les sujets suivants :
- Liste de système d'arcade
- Détails techniques sur les jeux d'arcade
- Liste de jeux d'arcade
- Année des jeux
- Développeur des jeux
- Photos des jeux
- Consoles de jeu vidéo utilisées en arcade
- Chronologie du jeu vidéo d'arcade